# Ramón Oviedo
Ramón Oviedo Herasme (Barahona, 7 de febrero de 1924 - 12 de julio de 2015) fue un pintor dominicano.
Se inició como fotograbador y cartógrafo del Instituto cartográfico militar, especialidades que estudió en Panamá, en una escuela norteamericana, en la zona del Canal de Panamá.  
Su labor pictórica se inicia en plena infancia pintando en cualquier superficie que le resultara atractiva como paredes, aceras en su vecindario, fue pintor de letreros y vallas en intramuros y hasta ese momento lo que era la Capital, fue interrumpido en dos ocasiones cuando comienza a laborar en el Instituto Cartográfico Dominicano llamado en un principio Comisión de Límites Geográficos y posteriormente pasa a dirigir el departamento de arte de la primera publicitaria Organizada llamada Reprex, bajo la dirección de un argentino de nombre Rafael Yepes, también laboro en la publicitaria Excelcior, publicitaria Fenix con Brinio Diaz y en año 1978 deja la publicidad para dedicarse a la pintura a tiempo completo.
Oviedo no solo rompió el esquema de la pintura mural implantado en las décadas del 40 y 50 por Vela Zanetti, sino que modificó el iniciado por el maestro Jaime Colson en las décadas siguientes, para luego convertirse en el muralista más prolífico de la República Dominicana, murales que están colocados en diferentes instituciones gubernamentales, públicas y privadas, nacional y en el extranjero como la OEA en Washington y la Unesco en París, Francia.

## Padres, juventud y matrimonio
Ramón Oviedo era hijo de Luis Santiago Oviedo Patiño quien nació en 1925 en Puerto Rico y trabajó como dibujante y cartógrafo en la empresa internacional "Sugar Company" en la ciudad de Barahona y murió en 1972 en Santo Domingo y de la Señora Ana Rosa Herasme Lugo que nació en San Juan de la Maguana República Dominicana el 7 de octubre de 1905 falleciendo en 1971, en la ciudad de Santo Domingo.
Ramón Oviedo vivió sus primeros años entre Barahona y Neyba con su madre y su abuela. A temprana edad se mudó a la ciudad de Santo Domingo donde vivió con su padre y sus hermanos paternos.
A la edad de trece años trabajó como aprendiz de Foto Grabador, en el taller de Manuel Peligrín, de nacionalidad española. Dicho taller estaba ubicado en la calle Arzobispo Meriño número 50, al lado de Casa de los Velázquez.
El día 24 de diciembre de 1945 contrae matrimonio con la Señora Guillermina Colon Montalvo con la cual procreó sus siete hijos; Rafael Euclides, Ramón Antonio, Aracelis Margarita, Carlos Leonardo, Mayra Yanira, Tamara del Rosario y Raúl Antonio Oviedo Colon. Posteriormente se divorcia y contrae matrimonio con la Señora Fedora Velázquez con la cual no procrea hijos. Ramón Oviedo vivió toda la vida ligado a sus hijos y nietos, fallece en la ciudad de Santo Domingo rodeado de los mismos.

## Su Pasión por las Marcas y la Publicidad
Desde los nueve años vive con su padre quien en ese tiempo ya laboraba en la Secretaría de Estado de Obras Públicas y es ahí donde empieza a destacar su interés por la arquitectura, la ingeniería y las artes. De joven empieza a trabajar como dibujante en el mundo publicitario donde se destaca.
Oviedo hereda de su padre la generosidad y humildad que siempre le caracterizó. El padre de Oviedo fue un dibujante muy famoso en la República Dominicana y ganó un concurso patrocinado por los Radios Emerson, donde la compañía le premió por haber colocado el nombre de la compañía en un grano de arroz.

## Sus primeros años
Cándido Bidó comenzó su carrera profesional trabajando con Reynaldo Muñiz, un artista puertorriqueño, de quien aprendió técnicas de rotulación y diseño de vallas y letreros. Posteriormente, ingresó a la Comisión de Límites Geográficos de la República Dominicana (actual Instituto Cartográfico Militar), donde elaboró a mano los primeros mapas geográficos del territorio dominicano.
En 1959, Bidó trabajó en la Primera Agencia Publicitaria de la República Dominicana. Más adelante, formó parte del equipo de la agencia publicitaria Ricardo, donde alcanzó el cargo de Director de Arte del Departamento de Dibujo. Posteriormente, se incorporó a Publicidad Excelsior como Director del Departamento de Creación Gráfica, bajo la dirección de Manuel Vásquez. Tras la Revolución de Abril de 1965, Bidó continuó su carrera en la agencia publicitaria Fénix.

## Revolución de Abril
Oviedo siempre apoyó las causas más nobles en bien de su país, identificados con las clases más desposeídas. En el año 1965 cuando estalla la Revolución de Abril apoyo con su pincel y sus creaciones, junto a atros artistas, poetas e intelectuales,  la reposición del gobierno derrocado de forma anticonstitucional del profesor Juan Bosch. Realizó una serie de afiches y murales que están grabados e impresos en las memorias gráficas de la gesta. Oviedo fue un pilar de la simbología e imágenes que servían de apoyo y a la vez de denuncia frente al abuso que se cometía contra el pueblo dominicano por las fuerzas invasoras. Su deseo principal era la vuelta a la constitución del 1963. Su obra  "24 de Abril" gana el primer lugar del concurso realizado en medio de la Revolución, dicha obra es considerada como una de las piezas más emblemáticas de la historia del arte dominicano , representando para los dominicanos lo que representa para los españoles el "Guernica" de Pablo Picasso.

## Individuales
Realizó diferentes Exposiciones Individuales, entre ellas:
- 1966 Galería de Arte Andrés Santo Domingo, República Dominicana.
- 1974 Casa de Teatro Santo Domingo, República Dominicana.
- 1977 Gran Retrospectiva de la Galería de Arte Moderno. Muestra de 265 Objetos que mezcla Dibujos, Oleos, Guaches y otro experimentos.
- 1978 Galería de Arte Moderno Santo Domingo, República Dominicana.
- 1982 Meeting Point Art Center, Miami, Florida Estados Unidos.
- 1983 Altos de Chavón La Romana, República Dominicana.
- 1984 Museo Metropolitano de Panamá. Panamá
- 1985 Galería de Arte Nader. "La Ciguapa antes y después de Ramón Oviedo". Como la Denominó Mora Serrano, para significar la trascendencia del abordamiento de la temática. Santo Domingo, República Dominicana.
- 1984 Banco Central, donde se inaugura el Mural principal del Banco. Creación del Maestro Ramón Oviedo. Santo Domingo, República Dominicana.
- 1985 Exposición El Mito de La Ciguapa. Santo Domingo, República Dominicana.
- 1986 Oviedo Urgente, 300,000 Kilómetros por segundos. Santo Domingo, República Dominicana.
- 1988 Gran retrospectiva en el Museo de Arte Moderno de la República Dominicana, donde exhibe más de seiscientos cuadros, ocupando todos los pisos del museo.
- 1997 Correspondiendo a una invitación que le hiciera el pintor Ecuatoriano Oswaldo Guayasamín expone en la Fundación Guayasamín de Quito, Ecuador la colección titulada "Persistencia Evolutiva de la Forma en la Materia", obras de la colección de Antonio Ocaña
- 1997 Presenta en la Galería Díaz Mancini de Caracas, Venezuela la colección titulada "Persistencia Evolutiva de la Forma en la Materia"
- 1998 Presenta en la Galería Artspace/Virginia Miller Galleries de Coral Gables, Florida las obras de la colección de Ocaña titulada Persistencia Evolutiva de la Forma en la Materia.
- 2000 Presenta su última producción "Huellas del Futuro" en la galería Artspace/Virginia Miller Galleries de Coral Gables, Florida en febrero, marzo y abril con obras del coleccionista Antonio Ocaña
- 2000 Una muestra de sus últimas producciones de la colección Ocaña inaugura el nuevo local de la Embajada de Francia en la República Dominicana durante el mes de abril. La curaduría y museografía estuvo a cargo de Cecira Armitano.
- 2000 Presenta en el Museo de Arte Moderno de su país (noviembre de 2000-febrero de 2001) una exposición individual titulada "Fabula Mutante" la cual comprende obras de los últimos tres años perteneciente a la colección de Antonio Ocaña
- 2001 Presenta en el Castillo Museo de los Grimaldi en Cagnes sur Mer, Francia "Obras Recientes" con obras de l994-2000. Esta exposición fue dentro del marco de la Expo-fleur y fue curada por Cecira Armitano. Todas las obras presentadas eran de la colección de su representante Antonio Ocaña.
- 2001 Presenta en la Galería de Arte Arawak obras recientes de la colección Ocaña bajo el título de Oculto Deambulatorio
- 2001 Realiza el afiche de la 45 Exposición Internacional de la Flor, Hippodrome de la Cote D´Azur. Cote D´Azur Rivera Francesa, Francia.
- 2001 Expone en La Galería de Santo Domingo, Rep. Dominicana una serie de obras inéditas en pequeño formato de la colección de Antonio Ocaña
- 2004 El Centro Cultural de España en la República Dominicana realiza una exposición retrospectiva titulada "Oviedo, Ultima Década 1994-2003". Se publica junto a esta exposición un importante libro catálogo sobre la obra de Oviedo del coleccionista Antonio Ocaña escrito por Cecira Armitano y Javier Aiguabella, director del Centro Cultural de España.
- 2004 Presenta en la galería de arte contemporáneo dominicana Lyle O. Reitzel "Pinturas Recientes" con obras del 2004 sobre lino. La temática de esta exposición es el maltrato de los obreros de la caña. Las obras presentadas pertenecen a la colección de Antonio Ocaña
- 2004 Presenta en la galería de arte contemporáneo dominicana ElEspacio "Obras recientes sobre papel" con obras del 2004 de la colección de Antonio Ocaña.
- 2004 La Embajada de Francia presenta una exposición del Maestro Dominicano titulada "Autorretratos". Esta exposición es de autorretratos de los últimos 30 años de la colección de Ocaña y de otras colecciones privadas.
- 2004 Se devela en la Plaza de España de Santo Domingo la escultura "Absolut Oviedo" dentro del programa de arte público "Absolut Generaciones"
- 2009 Antonio Ocaña y Mildred Canahuate presentan en la Galería de Arte Arawak de Santo Domingo una exhibición en homenaje al 85 aniversario del nacimiento de Ramón Oviedo y titulan la misma "Oviedo, universo mágico". Para esta importante exhibición se escogen obras creadas entre 1994 y 2004, de la colección Ocaña.
- 2009 La Galería de Arte Arawak presenta "Divertimento sobre la danza" una colección en pasteles y acrílica de bailarinas de ballet realizadas en ese año.
- 2009 La Galería District presenta una exhibición de pinturas recientes titulada "Brisa".
- 2010 El Museo Bellapart presenta "Claves: La obra pictórica de Ramón Oviedo en la Colección Bellapart".
- 2010 Presenta en noviembre en la galería Mesa Fine Art de Santo Domingo, República Dominicana sus más recientes dibujos bajo el título de "Oviedo, abstracción de la línea".
- 2012 Presenta en la Galería de Arte Shanell su exposición titulada ExhiVision Enigma
- 2014 El Centro Cultural Mirador de Santo Domingo presentó un Tributo a Ramón Oviedo con obras de la colección de Fernando Baez Guerrero

## Colectivas
Realizó diferentes Exposiciones Colectivas, entre ellas:
- 1977 Galería de Arte Contemporáneo de Washington, donde se coloca uno de sus lienzos.
- 1977 Homenaje a la pintura latinoamericana. San Salvador, El Salvador.
- 1978 Homenaje a Johan Miro en sus 85 años. Invitado Especial, Palma de Mayorca, España.
- 1978 El más Cimero de los Productores Pictóricos de República Dominicana. Sitial del Almanaque Mundial.
- 1980 Segunda Bienal Iberoamericana de Arte. Invitado del Instituto Cultural Domecq.
- 1981 Festival de CANNES Invitado Especial. CANNES, Francia.
- 1981 The Auction of the Century, invitado la Subasta de la "Asociación Latinoamericana de Los Derechos Humanos de Nicaragua".Miami, Florida, Estados Unidos.
- 1982 Organización de Estado Americanos OEA. Acto inaugural del Mural del Maestro Ramón Oviedo. Local de la OEA, Washington, USA.
- 1983 Homenaje al Quinto Centenario del Descubrimiento de América. Invitado Especial del Concurso del Ayuntamiento de Madrid, Madrid, España.
- 1984 Bienal de La Habana. Participación como Invitado Especial, La Habana Cuba.
- 1984 Banco Central de la República Dominicana, Acto inaugural del Edificio Moderno donde se devela el Mural del Maestro Ramón Oviedo, Santo Domingo, República Dominicana.
- 1984 Museo Nacional de Nicaragua. Invitación a exposición permanente para exhibición de obras junto a los mejores pintores, excultores, grabadistas y grafistas de toda Latinoamérica.
- 1987 Mural Sinfonía Tropical. Banco Hipotecario Dominicano, BHD, Santo Domingo, República Dominicana.
- 1988 Retrospectiva Galería de Arte Moderno.
- 2000 Participa en la exposición "Espaces des Ameriques", junto a Lam, Matta, Seguí, Cárdenas etc., que viene desde París donde se presentó en la Maison de Amerique Latine y que será presentada luego en Haití, Perú y otros países latinoamericanos.

## Galardones
- 1965 Primer lugar, Mural "Revolución de Abril". Santo Domingo, República Dominicana
- 1969 Primer Premio, concurso E León Jiménez. Santo Domingo, República Dominicana
- 1970 Primer Premio, concurso E León Jiménez. Santo Domingo, República Dominicana
- 1974 Primer Premio de Honor. Bienal de Artes Plásticas, Galería de Arte Moderno.Santo Domingo, República Dominicana
- 1974 Paleta de Honor, Galería de Arte ArawaK. Santo Domingo, República Dominicana. Este "galardón" fue instituido por esta Galería para de forma Especial galardonar el Artista por la Mayor proyección del Año.

- 1991 "Cultura Petificada". Inauguración del Mural en el local de la UNESCO París, Francia.[1]

## Títulos y distinciones

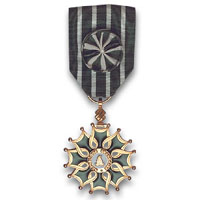
Medalla de Caballero.

- "Condecoración Chevalier de l'ordre des Arts et des Lettres", Ministerio de Cultura y Comunicación del Gobierno francés. París, Francia.
- 1994 "Profesor Honorífico". Título Otorgado por la Universidad Autónoma de Santo Domingo.Santo Domingo. República Dominicana
- 1997 "La Orden al Mérito de Duarte, Sánchez y Mella", Congreso Nacional de la República Dominicana. Santo Domingo, República Dominicana.
- 1997 El Congreso Nacional de su país le otorga el título de «Maestro Ilustre de la Pintura Dominicana» por el Congreso Nacional. Este es un título único.
- 1999 La Galería degli Uffizi, Florencia, Italia, acoge en su colección "Gallería del Ritratti d´Artista", un autorretrato del Maestro Ramón Oviedo. La cuarta monografía sobre Ramón Oviedo titulada: "Ramón Oviedo, Un pintor ante la historia" escrita por Marianne de Tolentino, Presidenta de la Asociación de Críticos de Arte de la República Dominicana y producida por Antonio Ocaña se publica en junio.
- 2002 Recibe la condecoración del Ministerio de Cultura y de Comunicación del Gobierno Francés como "Caballero de la Orden de Artes y Letras" ("Chevalier de L'ordre des Arts et des Lettres". )
- 2003 El diccionario Pequeño Larousse incluye en su edición del 2004 al Maestro Ramón Oviedo e incluye la imagen de su obra "Persistencia de la Forma en la Materia" para ilustrar su comentario.
- 2009 La Bienal Nacional se dedica al Maestro Ramón Oviedo donde se presentan dos exhibiciones curadas por los críticos de arte Carlos Acero y Sara Herman. Una sala del Museo de Arte Moderno se dedica a obras de la década 1994-2004, considerada la de mayor importancia del Maestro, y se presenta una retrospectiva en el Palacio de Bellas Artes.
- 2010 La Cámara de Diputados de la República Dominicana condecora al Maestro Oviedo con la Medalla al Mérito para las Artes y las Letras
- 2014 El Ministerio de Cultura de la República Dominicana elige, a unanimidad, al Maestro Ramón Oviedo ganador del Premio Nacional de Artes Plásticas 2013.

## Listado de Murales Realizados por el Maestro Ramón Oviedo
|  | Fecha | Título de la Obra                  | Lugar                              | Institución                                                                                      |
|  | 1977  | desconocido                        | Washington D. C., U.S.A            | La Galería de Arte Contemporáneo Latinoamericano                                                 |
|  | 1982  | “Mamamerica”                       | Washington D. C., U.S.A            | Sede principal de la Organización de Estados Americanos (OEA)                                    |
|  | 1984  | “Desconocido”                      | Santo Domingo República Dominicana | Banco Central de la República Dominicana                                                         |
|  | 1986  | “Desconocido”                      | Santo Domingo República Dominicana | Museo de Historia Natural                                                                        |
|  | 1987  | "Sinfonía Tropical"                | Santo Domingo República Dominicana | Banco Hipotecario Dominicano BHD                                                                 |
|  | 1992  | "Cultura Pretificada"              | París, Francia                     | Sede principal de la UNESCO                                                                      |
|  | 1996  | "Raíces"                           | Santo Domingo República Dominicana | Universidad Autónoma de Santo Domingo                                                            |
|  | 1997  | "La independencia"                 | Santo Domingo República Dominicana | Salón Presidencial de la Secretaria de Estado de las Fuerzas Armadas de la República Dominicana. |
|  | 1998  | "Turbulencia Milenaria"            | Santo Domingo República Dominicana | Sede Principal de Aduanas Dominicanas.                                                           |
|  | 1998  | "Bolivar es América"               | Santo Domingo República Dominicana | Sede de la Embajada de Venezuela en la República Dominicana                                      |
|  | 2005  | "La Justicia"                      | Santo Domingo República Dominicana | Sala Augusta del nuevo edificio de la Suprema Corte de Justicia                                  |
|  | 2005  | "Summun"                           | Santo Domingo República Dominicana | Sede de Fundación Global Democracia y Desarrollo.                                                |
|  | 2007  | "El nacimiento de la Constitución" | Santo Domingo República Dominicana | (Congreso Nacional de la República Dominicana).                                                  |

## Últimos Reconocimientos
2013 Premio Nacional de las Artes Plásticas 2013 Ministerio de Cultura de la República Dominicana.entregado en persona por el propio Ministro de Cultura José Antonio Rodríguez.
2015 En La ciudad de Barahona, pueblo Natal de Ramón Oviedo, se le realizó un homenaje póstumo, en una exposición de Artistas Plásticos nacidos en Barahona, con las obras de artistas como David Suero, Fernando Tamburini, Joiri Minaya, Pedro Terreiro, Welinthon Nommo, Eddaviel Montero, Juan King, Jóse Federico Cuello, Poliblio Díaz, Julio Sánchez, Meybol Ramírez, Norkelly Acosta, y Omar Molina como artista invitado, fueron expuestas al público de Baní y a la región Sur para recordar al gran maestro.

## Coleccionistas
Murales y cuadros son expuestos en diversos museos y foros internacionales, en colecciones públicas y privadas. Entre los principales coleccionistas de la obra del Maestro Ramón Oviedo figura Antonio Ocaña quien fue su representante durante más de una década y quien creó la Fundación Ramón Oviedo. La colección de Ocaña ha sido presentada en Sur América, el Caribe, EE. UU. y Europa siendo la mayor cantidad de exposiciones en su natal República Dominicana.

## Muerte
Ramón Oviedo fallece en la ciudad de Santo Domingo en la madrugada del domingo 12 de julio de 2015 a la edad de 91 años rodeado de sus hijos, nietos y familiares. Sus restos fueron velados y posteriormente cremados de acuerdo a lo que era su deseo. El Ministerio de Cultura, realizó guardia de honor ante los restos mortales del fenecido artista de la plástica Ramón Oviedo.

## Ancestros
Ramón Oviedo por su línea paterna fue Nieto del General Santiago Oviedo González, del Ejército de la República Dominicana, desterrado del país por el Dictador Ulises Heureaux quien se exilia en Puerto Rico por razones de las cuales su padre Luis Oviedo fue portorriqueño quien se instala en el país Dominicano a los 10 años.
Es tío del Maestro Ramón Oviedo, historiador oficial de Azua Tomas Alberto Oviedo Cano, Según el mismo historiador indica que el General Santiago Oviedo González, se dedicaba a la construcción de Carretera para tiro de la caña de los ingenios.
Fue tío del Maestro Ramón Oviedo el General de Brigada Fabio Oviedo Ramírez, participó en el denominado Pleito del 1912, escenificado en la ciudad de Azua. Fungió bajo el mano del general Apolinar Rey que fue gobernador de Azua.